# Den frelsende Film
Den frelsende Film er en dansk stumfilm fra 1916, der er instrueret af Holger-Madsen efter manuskript af Sven Lange.

## Handling
Denne artikel mangler et handlingsreferat. Hjælp os med at skrive det.

## Medvirkende
- Ebba Thomsen - Ilse Weilbach, filmskuespillerinde
- Hugo Bruun - Ferd. Evers, filmskuespiller
- Robert Schmidt - Arthur Thorn, filmskuespiller
- Alf Blütecher - Franz Schmidt, instruktør
- Frederik Jacobsen - Bauer, regissør
- Ingeborg Bruhn Bertelsen
- Oscar Nielsen
- Franz Skondrup